# Света Тројица (Блоке)
Света Тројица (словен. Sveta Trojica) је насељено место у општини Блоке, Приморско-нотрањска регија, Словенија.

## Историја
До територијалне реорганизације у Словенији била су у саставу старе општине Церкница.

## Становништво
У попису становништва из 2011. године, Света Тројица је имала 5 становника.
| Број становника према пописима | Број становника према пописима | Број становника према пописима |
| ------------------------------ | ------------------------------ | ------------------------------ |
| 1991                           | 2002                           | 2011                           |
| 12                             | 8                              | 5                              |

Напомена: Од 1955. до 1989. исказивано под именом Шивче, када се враћа старо име Света Тројица. До пописа из 1991. године званично носи име Шивче.